# Fusa
Una fusa és una figura musical que equival a 1/32 del valor de la figura rodona.
Aquesta figura s'anomena demisemiquaver al Regne Unit i al Canadà ('mitja-mitja-corxera') mentre que als Estats Units se'n diu thirty-second note ('nota 32'). En italià s'anomena Biscroma.
De la mateixa manera que en altres notes amb pliques quan diverses fuses estan properes l'una de l'altre i es troben dins del mateix compàs, llurs tres pliques s'uneixen, convertint-se en tres barres horitzontals i inclinades o bé aquesta es combina amb tres línies.
A la música vocal les figures s'escriuen de manera separada o enganxades indicant, respectivament, si corresponen a síl·labes diferents o a la mateixa síl·laba.